# 龍澄
龍澄（1416年—？），字太淵，江西臨江府新淦縣人，民籍。明朝政治人物。進士出身。

## 生平
江西鄉試第十七名。正統七年（1442年）壬戌科會試第六十六名，殿試登進士第二甲第三名。

## 家族
曾祖龍景和。祖父龍凌霄。父亲龍善政。